# إليك وودز
إليك وودز (بالإنجليزية: Alec Woods)‏ هو لاعب كرة قدم أسترالية أسترالي، ولد في 14 سبتمبر 1881، وتوفي في 13 يونيو 1939.

## وصلات خارجية
- إليك وودز على موقع AustralianFootball.com (الإنجليزية)
- إليك وودز على موقع AFLtables.com (الإنجليزية)